# Mamou (Luizjana)
Mamou – miasto w Stanach Zjednoczonych, w stanie Luizjana, w parafii Evangeline.